# Mike Jackson
Michael David "Mike" Jackson (Sheffield; 21 de marzo de 1944-15 de octubre de 2024) fue un oficial del ejército británico y uno de los generales de más alto perfil que ha tenido Reino Unido desde la Segunda Guerra Mundial.

## Biografía
Originalmente encargado al Cuerpo de Inteligencia en 1963, fue transferido al Regimiento de Paracaidistas, con el que se desempeñó dos de sus tres períodos de servicio en Irlanda del Norte. 
En la primera, estuvo presente como ayudante en los acontecimientos del Domingo Sangriento (1972), cuando los soldados abrieron fuego contra los manifestantes, matando a 13 personas. En el segundo, fue comandante de la compañía a raíz de la emboscada Warrenpoint (1979). 
Fue asignado a un puesto de personal en el Ministerio de Defensa (MoD) en 1982 antes de asumir el mando del 1.er Batallón, del Regimiento de Paracaidistas, en 1984. Jackson fue enviado a Irlanda del Norte, por tercera vez, como comandante de la brigada, a principios de 1990.